# Tau Ceti e
Tau Ceti e es un exoplaneta que orbita la estrella Tau Ceti, a una distancia de 11.9 años luz de nuestro sistema solar. Es el cuarto planeta del sistema por distancia a su estrella. Se encuentra en la constelación de Cetus del hemisferio sur.
Como los otros cuatro planetas de Tau Ceti, fue detectado por análisis estadísticos de los datos de las variaciones de su estrella en su velocidad radial, que fueron obtenidas utilizando HIRES, AAPS, y HARPS.

## Características físicas
El planeta orbita dentro de la zona de habitabilidad de Tau Ceti, a una distancia de 0.552 UA (equivalente a una órbita intermedia entre Venus y Mercurio en el sistema solar), con un periodo orbital de 168 días. Podría ser una supertierra, con una masa mínima de 4.29 M⊕ y, asumiendo que está compuesto de rocas y agua, tendría un radio de 1.59 R⊕.
Su aspecto real es desconocido. Considerando los valores estimados en cuanto a masa y radio, podría ser tanto una supertierra como un minineptuno, ya que se encuentra justo en el límite que separa a los cuerpos telúricos de los gigantes gaseosos (6 M⊕ y 1.6 R⊕). Estudios recientes sugieren que los cuerpos por debajo de dicho límite pero notoriamente más masivos que la Tierra, tienden a acumular más agua en su superficie, por lo que Tau Ceti e podría ser un planeta océano. Si es el caso, su proximidad respecto a su estrella puede haber disociado las partículas de agua, provocando que todo el hidrógeno del planeta haya abandonado su superficie por escape hidrodinámico, dejando tras de sí un planeta desierto con altas concentraciones de oxígeno de origen no orgánico. El resultado de este proceso sería un cuerpo planetario de aspecto similar al que figura en el encabezado del artículo. En última instancia, es posible que la proximidad respecto a su estrella y la ausencia de agua, hayan condenado al planeta a un efecto invernadero descontrolado que lo convirtiese en un «supervenus».

## Habitabilidad
Hasta ahora, es el segundo exoplaneta más cercano a la Tierra con potencial para albergar vida, después de Próxima Centauri b. Sin embargo, la temperatura media estimada para el planeta, considerando una atmósfera y albedo similares a los terrestres, sería de 50 °C (35 °C más que la Tierra), estando justo en el límite entre los mesoplanetas y termoplanetas.
Es probable que su mayor gravedad, consecuencia directa de su masa elevada, suponga una alta concentración de gases en su superficie. Una atmósfera más densa puede incrementar considerablemente su temperatura media superficial, convirtiendo a Tau Ceti e en un termoplaneta (sería el primero descubierto hasta la fecha) o incluso en un «supervenus». En tal caso, la única vida posible sobre el planeta estaría representada por organismos de tipo termófilo. Su índice de similitud con la Tierra es del 78 %.
El verdadero potencial para la vida de Tau Ceti e es desconocido y se encuentra fuertemente sujeto a las condiciones reales presentes en su superficie. La escasa información disponible sugiere que deben ser muy dispares a las de la Tierra, con temperaturas muy por encima de las admisibles por la mayor parte de las formas de vida terrestres.

## Ficción
En la novela de ciencia ficción Los robots del amanecer, de Isaac Asimov, existe un mundo llamado Aurora colonizado por la humanidad en el sistema estelar Tau Ceti. 
En la saga Los cantos de Hyperion, de Dan Simmons, se menciona un planeta llamado Centro Tau Ceti, el mundo y capital administrativa de una sociedad interestelar humana, denominada la Hegemonía del Hombre. 
En la novela Los desposeídos, de Ursula K. Le Guin existe un planeta doble (Urras y Anarres) orbitando en la zona habitable de Tau Ceti.
En la novela Aurora de Kim Stanley Robinson la humanidad se dirige a una luna de Tau Ceti e llamada Aurora